# Leers
Leers é uma comuna francesa na região administrativa de Altos da França, no departamento do Norte. Estende-se por uma área de 5.4 km². Em 2010 a comuna tinha 9 480 habitantes (densidade: 1 755,6 hab./km²).